# Onychogomphus maclachlani
Onychogomphus maclachlani är en trollsländeart som beskrevs av Selys 1894. Onychogomphus maclachlani ingår i släktet Onychogomphus och familjen flodtrollsländor. IUCN kategoriserar arten globalt som otillräckligt studerad. Inga underarter finns listade i Catalogue of Life.